# Metzler (Familienname)
Metzler ist ein Familienname, der vor allem im deutschsprachigen Raum vorkommt. Er ist ein Berufsname und geht auf eine veraltete Bezeichnung für Fleischer zurück.

## Namensträger
- Albert von Metzler (Bankier, 1839) (1839–1918), deutscher Bankier und Politiker
- Albert von Metzler (Bankier, 1898) (1898–1989), deutscher Bankier
- Alf Metzler (* 1951), deutscher Archäologe
- Alfred Metzler (* 1951), deutscher Fußballspieler und -trainer, der später als Maler, Autor und Zauberer tätig war
- Andreas Metzler (* 1974), deutscher Jazz-Kontrabassist und Komponist
- Anne Victoire Metzler (* 1984), luxemburgische Schauspielerin
- Axel Dünnwald-Metzler (1939–2004), deutscher Unternehmer
- Barbara von Metzler (1941–2003), deutsche Mäzenin
- Benjamin Metzler (1650–1686), deutscher Bankier
- Bernhard Metzler (* 1979), österreichischer Skispringer
- Carl Friedrich Metzler (1813–1867), deutscher Jurist und Politiker
- Christina Metzler (* 1996), österreichische Politikerin (ÖVP)
- Christoph Metzler (Bischof) (1490–1561), Bischof von Konstanz
- Christoph von Metzler (1943–1993), deutscher Bankier
- Christoph Metzler (Politiker) (* 1963), österreichischer Politiker (Grüne)
- Dieter Metzler (* 1939), deutscher Althistoriker und Klassischer Archäologe
- Dirk Metzler (* 1969), deutscher Mathematiker, Genetiker und Hochschullehrer
- Erik Alfred Metzler (1914–1999), deutscher  Pädagoge, Chorleiter, Komponist, Musiker
- Fred Metzler (Moderator) (1929–2010), deutscher Moderator und Schauspieler
- Fred L. Metzler (1887–1964), US-amerikanischer Filmfirmenmanager
- Friedrich Metzler (Bankier, 1749) (1749–1825), deutscher Bankier und Mäzen
- Friedrich Metzler (General) (1839–1924), deutscher Generalleutnant
- Friedrich Metzler (Komponist) (1910–1979), deutscher Komponist
- Friedrich von Metzler (1943–2024), deutscher Bankier und Mäzen
- Gabriele Metzler (* 1967), deutsche Historikerin und Hochschullehrerin
- Georg Metzler (Bauernführer) († nach 1525), deutscher Anführer im Bauernkrieg
- Georg Metzler (Architekt) (1868–1948), deutscher Architekt, Baubeamter und Politiker
- Georg Friedrich Metzler(-Fuchs) (1806–1889), Bankier und Politiker der Freien Stadt Frankfurt
- Georg Wilhelm Metzler (1797–1858), deutscher Pädagoge und nassauischer Landtagsabgeordneter
- Gustav von Metzler (1908–1984), deutscher Bankier
- Hannes Metzler (* 1977), österreichischer Mountainbikefahrer
- Heiner Metzler (1930–2015), deutscher Judoka und Judotrainer
- Heinrich August Metzler (1883–1961), deutscher Politiker (CDU)
- Helmut Metzler (Philosoph) (1930–2020), deutscher Philosoph und Hochschullehrer
- Helmut Metzler (Fußballspieler) (1945–2024), österreichischer Fußballspieler
- J. Metzler, deutscher Maler zu Beginn des 20. Jahrhunderts
- Jakob von Metzler (1991–2002), deutscher Bankierssohn und Mordopfer, siehe Magnus Gäfgen
- Jan Metzler (* 1981), deutscher Politiker (CDU)
- Jeanni Metzler (* 1992), südafrikanische Triathletin
- Jim Metzler (* 1951), US-amerikanischer Schauspieler
- Johann Benedict Metzler (1696–1754), deutscher Verleger und Buchhändler, siehe J.B. Metzler
- Johann Friedrich Metzler (1780–1864), deutscher Bankier und Politiker
- Johann Wilhelm Metzler (1755–1837), deutscher Jurist und Politiker
- Johannes Metzler (1494–1538), deutscher Gräzist und Jurist
- Johannes Baptist Metzler (1883–1946), deutscher Kirchenhistoriker
- Jos Metzler (1574–1639), österreichisch-schweizerischer Mönch, Bibliothekar, Chronist, Jurist und Schriftsteller
- Josef Metzler (1921–2012), deutscher Geistlicher, Präfekt des Vatikanischen Archivs
- Jost Metzler (1909–1975), deutscher Marineoffizier
- Justin Metzler (* 1993), US-amerikanischer Triathlet
- Karin Metzler (* 1956), deutsche Byzantinistin
- Karin Metzler-Müller (1956–2023), deutsche Juristin
- Kerstin Metzler-Mennenga (* 1981), liechtensteinische Langstreckenläuferin
- Kurt Laurenz Metzler (1941–2024), Schweizer Bildhauer
- Léon Metzler (1896–1930), luxemburgischer Fußballspieler
- Manfred Metzler (* 1942), deutscher Lebensmittelchemiker und Hochschullehrer
- Moritz Schmidt-Metzler (1838–1907), deutscher Arzt
- Nils Metzler-Nolte (* 1967), deutscher Chemiker und Hochschullehrer
- Perry Metzler (1940–1971), US-amerikanischer Radsportler
- Peter Martin Metzler (1824–1907), deutscher Missionar
- Ralf Metzler (* 1968), deutscher theoretischer Physiker
- Rupert Metzler (* 1968), deutscher Kommunalpolitiker (FDP) und Richter am Verfassungsgerichtshof für das Land Baden-Württemberg
- Ruth Metzler (* 1964), Schweizer Managerin und Politikerin (CVP)
- Volker Metzler (* 1965), deutscher Theaterregisseur, Schauspieler und Fotograf
- Wolfgang Metzler (Mathematiker) (1941–2021), deutscher Mathematiker und Musiker
- Wolfgang Metzler (* 1952), deutscher Fußballspieler
- Wolfram von Metzler (* 1906), deutscher Jurist